# Deoli, Delhi
Deoli är en ort (census town) i det indiska unionsterritoriet National Capital Territory of Delhi. Den är belägen i distriktet South och är en förort till Delhi. Befolkningen uppgick till 169 122 invånare vid folkräkningen 2011.